# Hédi Berrekhissa
Hédi Berrekhissa (arabe : الهادي بالرخيصة) alias « Balha », né le 28 juin 1972 dans l'archipel des Kerkennah et mort le 4 janvier 1997 à Tunis, est un footballeur tunisien.

## Biographie
Débutant comme joueur de basket-ball, il se convertit ensuite en joueur de football. Il évolue tout au long de sa carrière au poste d'arrière gauche de l'Espérance sportive de Tunis et de l'équipe nationale de Tunisie. 
Connu pour sa grande taille et son caractère hargneux et combatif sur le terrain, il est élu meilleur joueur arabe en 1995. Vainqueur de la coupe des clubs champions africains en 1994 avec son club, la finale le voit signer deux buts contre le club égyptien de Zamalek Il sera également finaliste de la CAN 1996 que la Tunisie perd face à l'Afrique du Sud.
Son ascension fulgurante est stoppée par son décès, le 4 janvier 1997, à la suite d'un arrêt cardiaque lors d'un match amical contre l'Olympique lyonnais tenu au stade Chedly-Zouiten à Tunis.

## Palmarès
- Vainqueur de la coupe afro-asiatique : 1995
- Vainqueur de la supercoupe de la CAF : 1995
- Vainqueur de la coupe des clubs champions africains : 1994
- Vainqueur de la Supercoupe arabe : 1996
- Vainqueur de la coupe arabe des clubs champions : 1993
- Vainqueur du championnat de Tunisie : 1991, 1993, 1994
- Vainqueur de la coupe de Tunisie : 1991
- Vainqueur de la Supercoupe de Tunisie : 1993
- Meilleur joueur arabe : 1995